# 弗洛雅克
弗洛雅克（法語：Flaugeac，法語發音：[floʒak]）是法国多尔多涅省的一个旧市镇，位于该省西南部，属于贝尔热拉克区。2019年，弗洛雅克与市镇锡古莱斯合并为新市镇锡古莱斯和弗洛雅克。

## 地理
弗洛雅克（44°44'50"N, 0°26'32"E）面积7.35 平方千米，位于法国新阿基坦大区多爾多涅省，该省份为法国西南部内陆省份，是法國本土面积第三大的省，大致对应佩里戈尔地区，北起顺时针与夏朗德省、上维埃纳省、科雷兹省、洛特省、洛特-加龙省、吉倫特省和滨海夏朗德省接壤。
与弗洛雅克接壤的市镇（或旧市镇、城区）包括：蓬波尔、鲁菲尼亚克-德锡古莱斯、桑格莱拉克、圣瑞利安代梅、梅斯库勒、锡古莱斯。

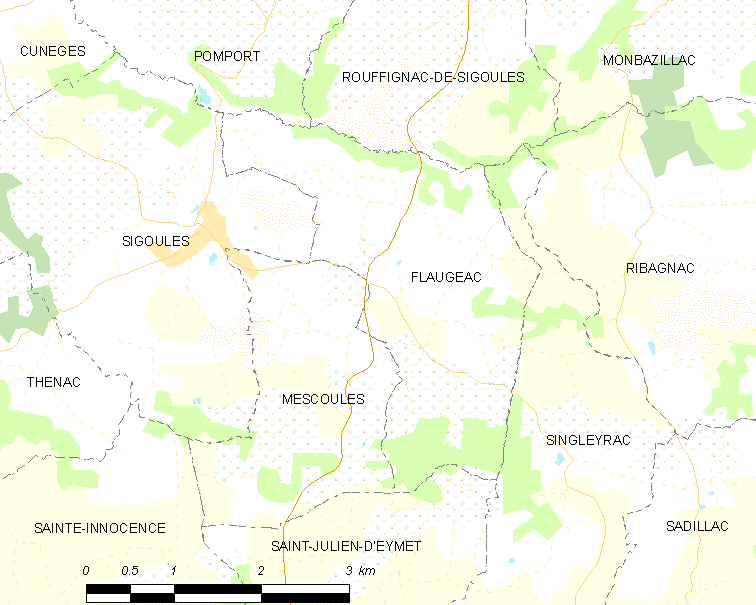
弗洛雅克的OSM定位图

弗洛雅克的时区为UTC+01:00、UTC+02:00（夏令时）。

## 行政
弗洛雅克的邮政编码为24240，INSEE市镇编码为24181。

## 政治
弗洛雅克所属的省级选区为南贝尔热拉库瓦县。

## 人口

1962-2008年间弗洛雅克人口变化图示

弗洛雅克于2017年1月1日时的人口数量为325人。